# Iberger Kugel
Die Iberger Kugel (nicht zu verwechseln mit dem nahen Iberg; ca. 960 m ü. NHN) ist ein 1049,4 m ü. NHN hoher nordöstlicher Nebengipfel des Berges Riedholzer Kugel (1066 m ü. NHN) im Nordauslauf der Allgäuer Alpen in Baden-Württemberg und Bayern; sein Gipfel liegt in Baden-Württemberg.

## Geographische Lage
Die Iberger Kugel erhebt sich im Südostzipfel des Landkreises Ravensburg, der den östlichen Landkreis Lindau (Bodensee) vom westlichen Landkreis Oberallgäu (beide in Bayern) trennt. Sie liegt rund 6,5 km südöstlich der Stadt Isny im Allgäu. Zirka 2,4 km nordwestlich befindet sich Maierhöfen (Landkreis Lindau), rund 1,1 km östlich Seltmans und etwa 1,3 km ostsüdöstlich Sibratshofen (beide zu Weitnau im Landkreis Oberallgäu).
Etwa 150 m nordnordwestlich des Gipfels liegt auf 1012,7 m ü. NHN ein trigonometrischer Punkt.

## Sender Iberger Kugel
Auf der Iberger Kugel befindet sich der Sender Iberger Kugel, von dem aus Radio 7 auf 105,0 MHz und Radio Seefunk auf 103,9 MHz abgestrahlt werden.

## Galerie

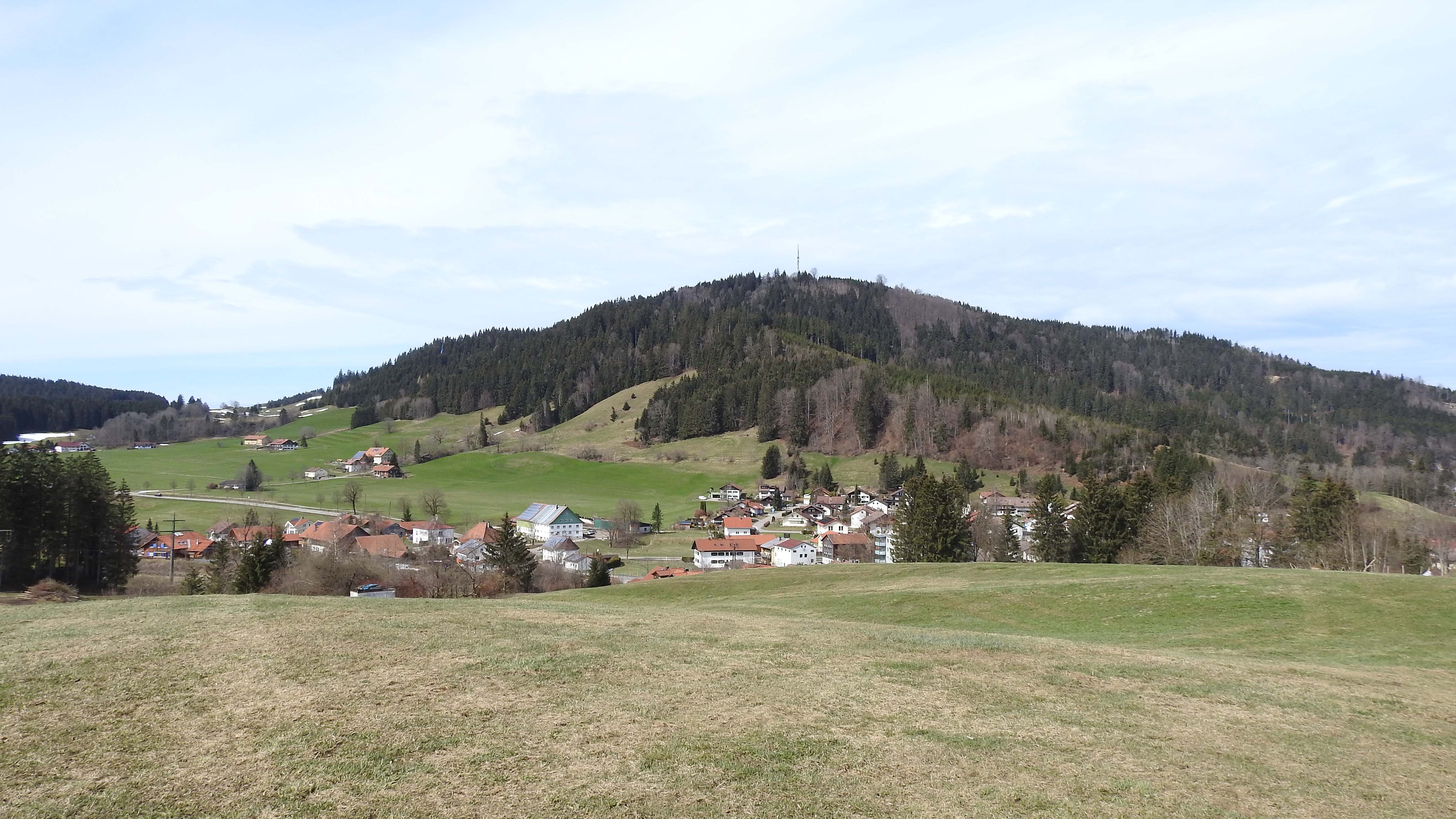
Seltmans mit Iberger Kugel
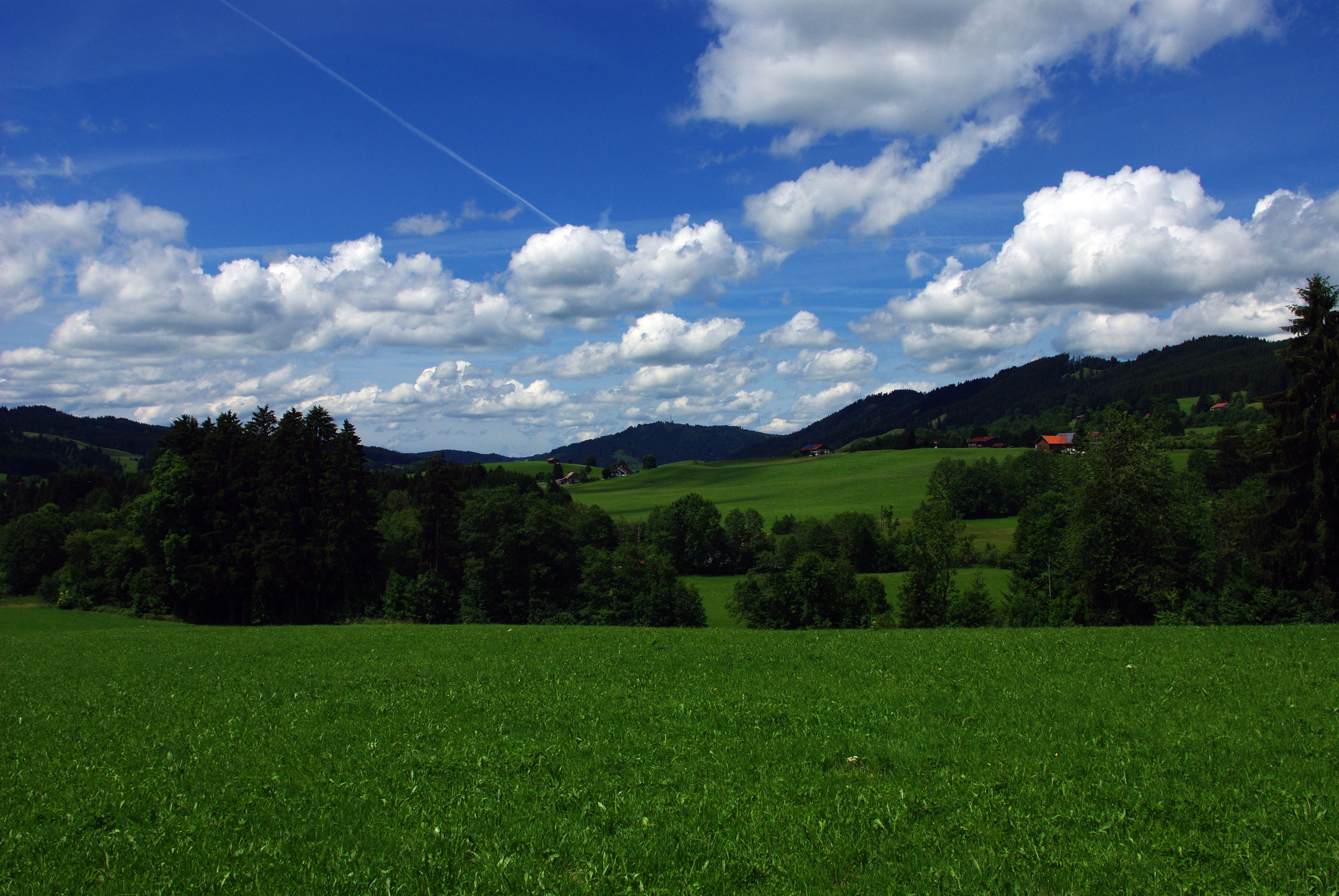
Die Iberger Kugel vom östlichen Weitnauer Tal aus gesehen
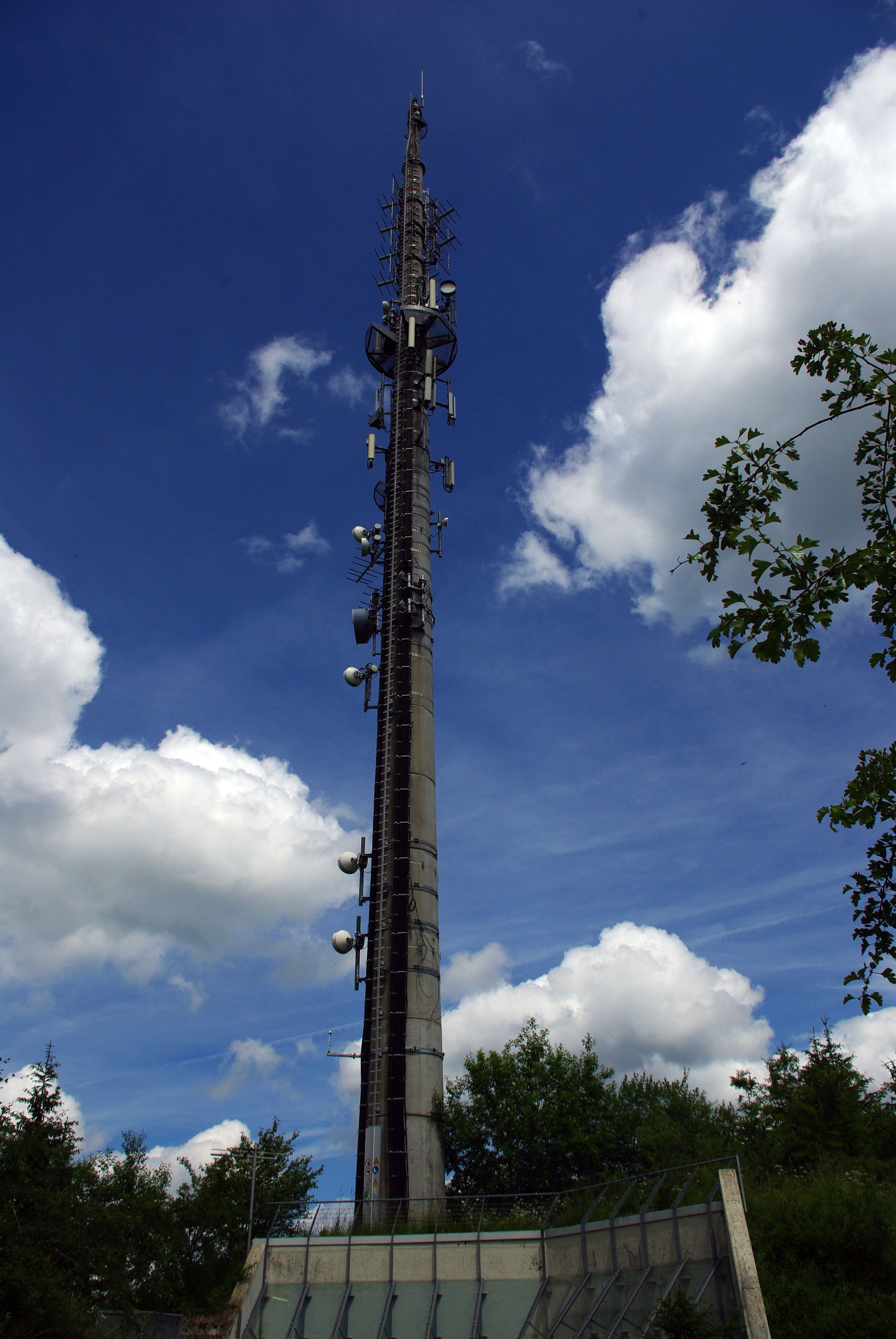
Sender Iberger Kugel
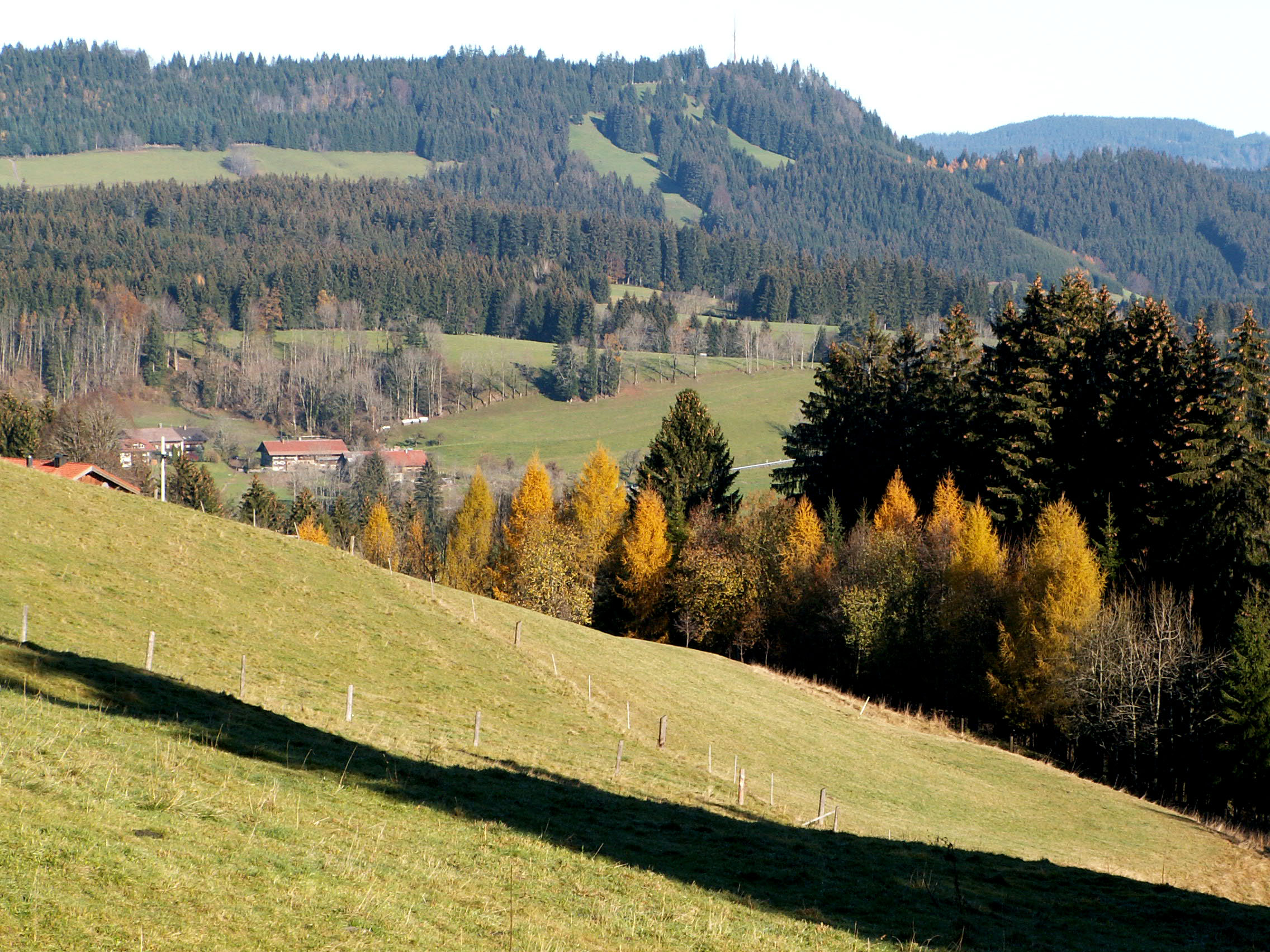
Iberger Kugel von Südwesten
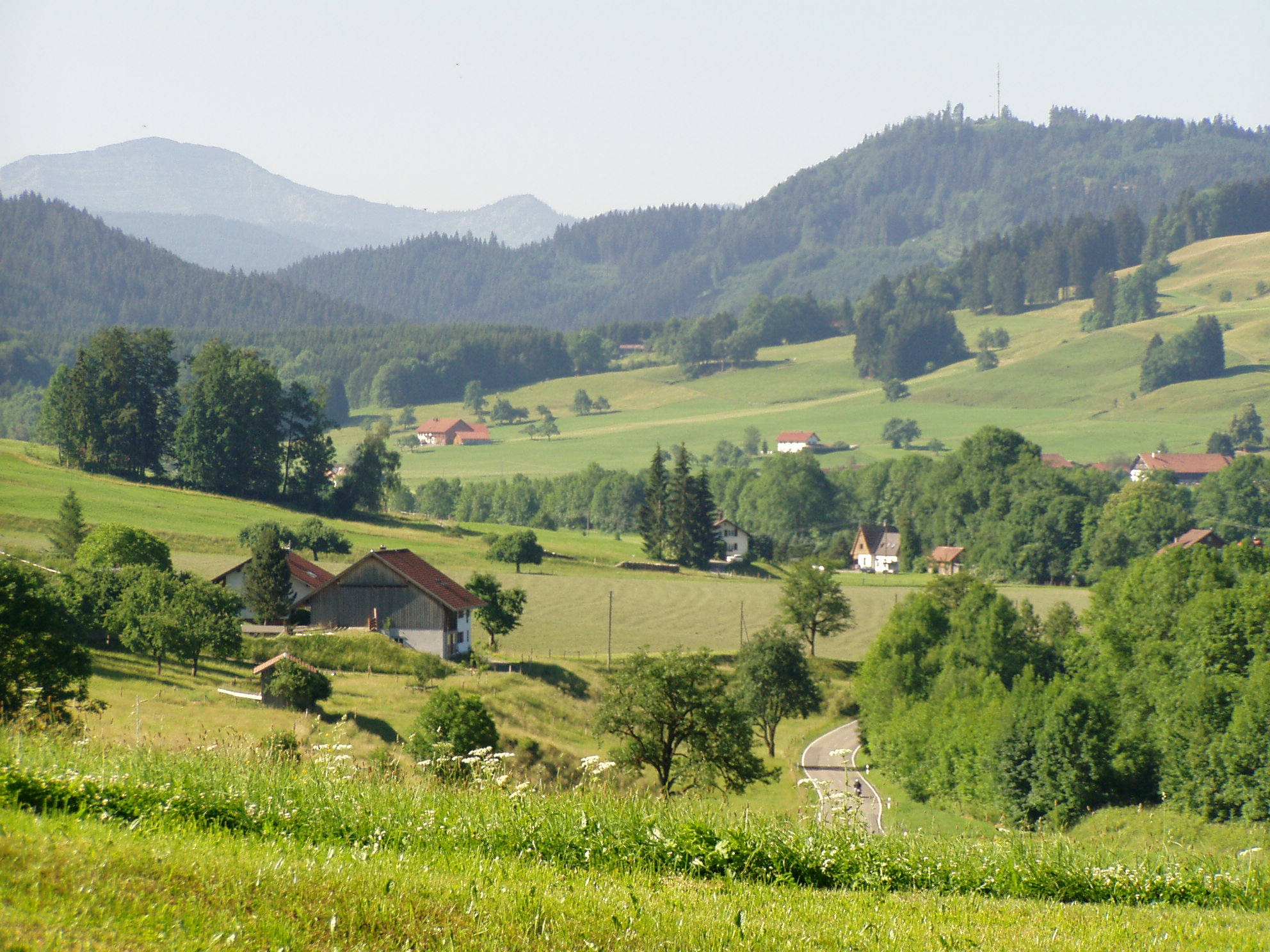
Iberger Kugel (rechts) von Norden